# Clepsydra (Zwitserse band)
Clepsydra is een Zwitserse neo-progressieve-rockband. In de muziek zijn invloeden terug te vinden van Marillion in het Fish-tijdperk en IQ (band). Met name de zang van Aluiso Maggini is kenmerkend.

## Geschiedenis
In 1991 werd hun debuutalbum “Hologram” uitgebracht, waarna in 1994 “More Grains Of Sand” volgde met dezelfde bezetting. Op het derde album “Fears” uit 1997 is gitarist Marco Cerulli de eerste keer aanwezig en is bassist Andy Thommen voor de laatste keer te horen. Deze is later vervangen door bassist Nicola da Vita. Het album “Alone” is een conceptplaat en bestaat uit één nummer (ingedeeld in 7 stukken, eigenlijk 13 tracks). Van 2002 tot 2012 was de band uit elkaar, vervolgens werd in 2015 het album “The Gap” uitgebracht.

## Laatste bezetting
- Luigi Biamino: gitaar
- Pietro Duca: drums
- Philip Hubert: toetsen
- Aluiso Maggini: zang
- Andy Thommen: bas

## Ex-bandleden
- Nicola de Vita: basgitaar (1998 - 2001)
- Gabriele Hofmann (zich later Lele Hofmann noemend): gitaar (verliet de band in 1997)
- Marco Cerulli: gitaar (1997 - 2014)

## Discografie
- 1991 - Hologram
- 1993 - Fly Man( EP)
- 1994 - More Grains of Sand
- 1997 - Fears
- 2001 - Alone
- 2014 - 3654 Days(coffret)
- 2015 - Live @ RoSfest 2014 (DVD video)
- 2019 - The Gap